# Phanuel Bishop
Phanuel Bishop (* 3. September 1739 in Rehoboth, Bristol County, Province of Massachusetts Bay; † 6. Januar 1812 in Rehoboth, Massachusetts) war ein britisch-amerikanischer Politiker. Zwischen 1799 und 1807 vertrat er den Bundesstaat Massachusetts im US-Repräsentantenhaus.

## Werdegang
Phanuel Bishop wuchs während der britischen Kolonialzeit auf. Er besuchte die öffentlichen Schulen seiner Heimat und arbeitete danach als Gastwirt. Später begann er eine politische Laufbahn. Zwischen 1787 und 1791 gehörte er dem Senat von Massachusetts an; von 1792 bis 1798 war er mehrfach Abgeordneter im Repräsentantenhaus seines Staates. Er wurde Mitglied der Ende der 1790er Jahre von Thomas Jefferson gegründeten Demokratisch-Republikanischen Partei.
Bei den Kongresswahlen des Jahres 1798 wurde Bishop im siebten Wahlbezirk von Massachusetts in das damals noch in Philadelphia tagende US-Repräsentantenhaus gewählt, wo er am 4. März 1799 die Nachfolge von Stephen Bullock antrat. Nach drei Wiederwahlen konnte er bis zum 3. März 1807 vier Legislaturperioden im Kongress absolvieren. Seit 1803 vertrat er als Nachfolger von Joseph Bradley Varnum den neunten Distrikt seines Staates. Während seiner Zeit als Kongressabgeordneter wurde im Jahr 1803 durch den von Präsident Jefferson getätigten Louisiana Purchase das Staatsgebiet der Vereinigten Staaten beträchtlich erweitert. 1804 wurde der zwölfte Verfassungszusatz ratifiziert. Außerdem wurde im Jahr 1800 die neue Bundeshauptstadt Washington, D.C. bezogen.
Nach dem Ende seiner Zeit im US-Repräsentantenhaus ist Phanuel Bishop politisch nicht mehr in Erscheinung getreten. Er starb am 6. Januar 1812 in seinem Geburtsort Rehoboth.